# Roland Stoltz (hockey sur glace, 1931)
Pour le joueur né en 1954, voir Roland Stoltz (hockey sur glace, 1954).
Temple de la renommée de l'IIHF : 1991
Roland Stoltz, né le 1er août 1931 à Stockholm en Suède et mort le 19 février 2001 à Stockholm, est un joueur professionnel suédois de hockey sur glace.
Stoltz a debuté en première division suédoise avec Atlas Diesel IF. De 1955 à 1970, il jouait avec Djurgårdens IF.
Depuis 2001, Stoltz est membre du Temple de la renommée de la Fédération internationale de hockey sur glace.